# Peter’s Got Woods
Peter’s Got Woods («Питер и Джеймс Вудс») — одиннадцатая серия четвёртого сезона мультсериала «Гриффины». Премьерный показ состоялся 11 сентября 2005 года на канале FOX.

## Сюжет
Лоис просит Питера сходить вместо неё на школьное собрание, а Питер перекладывает это поручение на Брайана. Тот с неохотой соглашается, и влюбляется там в одну из учительниц (чернокожую) Мег — Шону Паркс.
Брайан и Шона идут на свидание, и пёс, желая понравиться ей, предлагает переименовать их школу (James Woods Regional High School) в честь Мартина Лютера Кинга. Шона в восторге от этой идеи, и вскоре происходит собрание, посвящённое переименованию. Однако Питер понимает, что Брайан всё это делает, лишь красуясь перед своей новой подругой, поэтому он приглашает на собрание самого Джеймса Вудса. К изумлению Питера, тот ничуть не возражает против «Мартина Лютера Кинга». Очарованный скромностью Вудса, школьный совет отказывает Шоне и Брайану в смене имени заведения. Брайан разъярён вмешательством Питера.
Питер и Вудс становятся закадычными друзьями. Брайан продолжает встречаться с Шоной, которая недовольна тем, что пёс продолжает общаться с Питером после того, что он сделал, и ставит Брайана перед выбором: либо Питер, либо она. Брайан выбирает Питера, и расстаётся с девушкой. Брайан и Питер выпивают в «Пьяной устрице», восстанавливая прежние тёплые отношения. Возвращаясь домой, они встречают разозлённого Джеймса Вудса; в течение следующих нескольких дней его поведение становится всё более и более странным и навязчивым. В конце концов, Питер и Брайан избавляются от Вудса, заманивая его в ловушку и отсылая на «секретную правительственную базу».

## Создание
Автор сценария: Дэнни Смит.
Режиссёры: Чак Клейн и Зэк Монкриф.
Приглашённые знаменитости: Джеймс Вудс (камео), Габриэль Юнион (в роли Шоны), Патрик Стюарт, Джонатан Фрейкс и Майкл Дорн.
Продолжением истории станет эпизод «Back to the Woods».

## Интересные факты